# 杉本鉞子

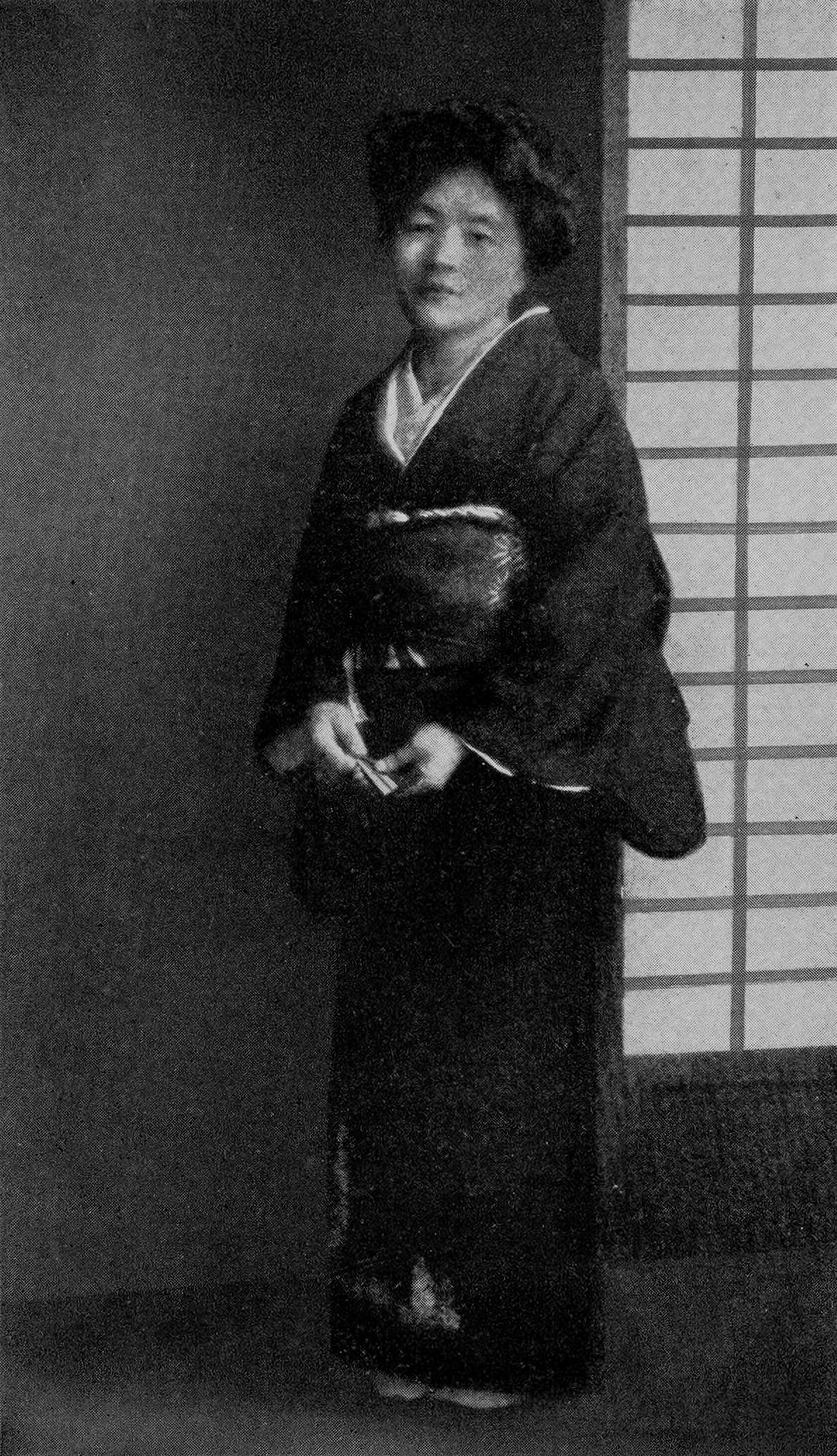
杉本鉞子。1925年ごろ撮影。

杉本 鉞子（すぎもと えつこ、1873年（明治6年）- 1950年（昭和25年）6月20日）は、日本の作家。大正末期に出版した英語による著書『A Daughter of the Samurai（武士の娘）』により、アメリカでの日本人初のベストセラー作家となる。コロンビア大学の初の日本人講師でもある。

## 略歴
1873年（明治6年）、旧越後長岡藩の家老、稲垣茂光（平助）の六女として新潟県古志郡長岡（現長岡市）に生まれる。名前の「鉞」は、まさかりのこと。強い精神を持った武士の娘として育ってほしいという願いから命名された。尼僧になる子として育てられたため、生け花や裁縫といった女子教育のほかに、漢籍も教育された。父の死後、兄の希望により、兄の友人の杉本松雄（松之助）と12歳で婚約。松雄は福沢諭吉に傾倒し、洗礼を受けた商人で、日本の古い商法を嫌い、アメリカ合衆国のシンシナティで日本骨董の店を開いていた。鉞子はメソジスト系のミッション・スクールの海岸女学校（青山学院の前身） と英和女学院で4年間英語を学び、1898年（明治31年）、結婚のため渡米した。
アメリカでは、松雄の店の顧客であり、第28代大統領ウッドロウ・ウィルソンにもつながる地元の名家でメソジスト派の出版社を経営していた ウィルソン家の庇護のもと、新婚生活が順調に始まった。花野と千代野という2人の娘にも恵まれ、平穏に暮らしていたが、夫の事業の失敗のため、12年暮らしたアメリカを離れ、1909年に娘たちを連れて帰国。その直後に夫が盲腸炎で急死。生計を立てるため、1911年から日本キリスト教婦人矯風会の矢嶋楫子の助手や普連土学園の英語教師として働きはじめた。
1916年（大正5年）、孫の躾に厳しかった鉞子の母親が亡くなったのをきっかけに、アメリカでの暮らしを懐かしむ娘たちを連れて再渡米。ニューヨークで暮らしながら、原稿料を目当てに新聞・雑誌に投稿を続けた。作家のクリストファー・モーレーの目に留まり、彼の勧めにより日本の生活を紹介した『武士の娘』を雑誌『アジア』に連載。執筆に当たっては、日本滞在経験のあるウィルソン家の姪、フローレンスの手助けがあり、ピューリタン的な家庭観に基づいて書かれている。フローレンスは、鉞子が新婚時代、ウィルソン家に同居しており、鉞子のアメリカ生活を大いに支えた人物であり、鉞子が娘たちと日本に一時帰国していた際も来日して同居していた。鉞子は『武士の娘』の共著者としてフローレンスの名を入れることを望んだが、排日運動の只中にあったことなどから、フローレンスの希望により名を伏せられた（没後に鉞子が公表）。1920年にはコロンビア大学から日本に関する講座を打診された。日本領事館から領事官に譲るよう迫られたため、辞退しようとしたが、フローレンスのアドバイスで引き受けることにし、7年間日本語と日本文化の講座を持ち、着物姿の先生として生徒からも慕われた。
10回にわたって連載された『武士の娘』は、日本という見知らぬ国の文化を知る異国趣味の読み物として、また、"キリスト教を知らないアジアの未開の国の可哀想な（と西洋人が考える）娘がキリスト教と西洋文化によって覚醒していく"というアメリカ人好みのストーリーが受け、連載終了後の1925年（大正14年）にダブルデー・ドーラン社から出版されて人気を博し、ドイツ語、フランス語など7か国語に翻訳された。日本でも1940年代に出版されたが、日本に帰国したときの話を書いた「In Japan Again」の章は翻訳されなかった。
1927年（昭和2年）に帰国後も、Etsu Inagaki Sugimotoの名で、『A Daughter of the Narikin（成金の娘）』、『A Daughter of the Nohfu (農夫の娘)』、『Grandmother OKyo (お鏡お祖母さま)』などの英語本をアメリカ向けに出版。一方、アメリカの紹介者として日本語での執筆活動も続け、1940年には羽仁もと子の依頼で『婦人之友』に「『武士の娘』が見たアメリカ」を連載。1950年（昭和25年）、肝臓がんのため76歳で没。
1959年には、福沢諭吉の孫の一人と結婚した次女の清岡千代野による伝記『But the Ships Are Sailing』がアメリカで出版された。1995年には新潟テレビ21で『杉本鉞子の生涯』が制作された。2015年に NHKがドキュメンタリー「武士の娘 鉞子とフローレンス ～奇跡のベストセラーを生んだ日米の絆～」として放映。

## 家族
- 父・稲垣茂光
- 夫・杉本松之助（松雄）
- 長女・花野（1901年生） - 小寺敬一の妻。コロンビア大学、バーナード女学校卒。[7]
- 二女・千代野 - 夫の清岡暎一は慶應義塾大学教授。暎一の母・俊は福沢諭吉の三女。父の清岡邦之助は清岡道之助の長男で実業家。